# Malick Yalcouyé
Malick Yalcouyé (Bandiagara, 18 novembre 2005) è un calciatore ivoriano, centrocampista dello Swansea City, in prestito dal Brighton.

## Carriera

### Club

#### Inizi
Si è formato come calciatore presso l'accademia del Centre De Formation Étoiles De Sahel Abobo. Ha poi giocato in Costa d'Avorio per l'ASEC Mimosas, club con cui ha debuttato nella CAF Champions League il 20 agosto 2023 in una gara disputata contro il Coton FC.
Il 23 novembre 2023, in vista dell'inizio della stagione sportiva 2024, Yalcouyé è stato presentato dalla squadra svedese dell'IFK Göteborg con un contatto fino al 31 dicembre 2028. Il suo arrivo in Svezia è avvenuto fisicamente nel febbraio 2024. Con il nuovo club ha esordito ufficialmente il 18 febbraio 2024 nell'incontro di Coppa di Svezia contro i dilettanti del Nordic United FC. In campionato ha fatto il suo debutto il successivo 1º aprile, in occasione della prima giornata dell'Allsvenskan 2024 persa 1-4 contro il Djurgården. Il 29 aprile ha segnato il suo primo gol nella vittoria esterna sul campo del Brommapojkarna. Complessivamente ha vestito la maglia biancoblù in tre partite di coppa e in undici di campionato, prima di essere ceduto.

#### Brighton e prestiti
Il 12 luglio 2024, è stato acquistato dal Brighton per una cifra non resa nota dai club, ma che i giornali hanno quantificato in circa 9 milioni di euro. La società svedese ha confermato che si è trattata della sua cessione più remunerativa di sempre. Il giocatore ha firmato un contratto fino al giugno 2029.
Nell'agosto del 2024 è stato ceduto in prestito per una stagione allo Sturm Graz, club militante nella Bundesliga austriaca.
Il 14 agosto 2025 viene ceduto nuovamente in prestito, questa volta allo Swansea City, in Football League Championship.

### Nazionale
Nato in Mali, nel 2025 esordisce con la Costa d'Avorio under 23.

## Palmarès

### Club

#### Competizioni nazionali
- Campionato austriaco: 1

Sturm Graz: 2024-2025